# Ala Mubarak
Ala Mubarak, właśc., Ala ad-Din Muhammad Husni as-Sajjid Mubarak (arab: علاء الدين محمد حسنى السيد مبارك) (ur. 26 listopada 1960 w Kairze) – egipski przedsiębiorca, starszy z dwóch synów egipskiego byłego prezydenta Husniego Mubaraka i jego żony Suzan Mubarak, egipski biznesmen.

## Życiorys
Ala Mubarak urodził się 26 listopada 1960 w Kairze. Jego rodzicami byli Suzan Mubarak i Husni Mubarak, który w latach 1981–2011 był prezydentem Egiptu. Edukację rozpoczął w kairskim George’s College, a następnie ukończył stołeczny American University. Jest żonaty z Hajdi Rasich, z którą miał dwóch synów: Muhammada i Umara. Muhammad zmarł 18 maja 2009 po ciężkiej chorobie w wieku 13 lat. Ogłoszono, że doznał „poważnego kryzysu zdrowotnego”, który został zidentyfikowany jako krwotok mózgowy. Na kilka godzin został skierowany do szpitala wojskowego Maadi, po czym został przewieziony do Paryża na dalszą opiekę, gdzie później zmarł. Jego ciało zostało zwrócone i pochowane w Kairze.

## Kariera
W odróżnieniu od swego młodszego brata Dżamala Mubaraka, nie był zaangażowany w politykę.
W 2011 r. został aresztowany wraz z ojcem i bratem, chociaż on i jego brat zostali zwolnieni w październiku 2015.
W 2013 r. Usługi finansowe British Virgin Islands odkryły, że Ala Mubarak był właścicielem „Pan World Investments”, funduszu inwestycyjnego dla rodziny Mubarak o wartości prawie 1 mld USD, zarejestrowanego przez Mossacka Fonsecę, który powiedział, że został im przedstawiony przez Credit Suisse. We wrześniu 2018 roku Ala i jego brat zostali aresztowani i oskarżeni o manipulowanie giełdą.